# Хлорид калия
Хлори́д ка́лия (калийная соль, сильвин, хлористый калий, химическая формула — KCl) — химическая неорганическая средняя калиевая соль соляной кислоты. В природе встречается в виде минералов сильвина и карналлита, а также входит в состав сильвинита.

## Получение

### В лабораторных условиях
В лабораторных условиях хлорид калия получают взаимодействием гидроксида или карбоната калия с соляной кислотой:
{\displaystyle {\mathsf {KOH+HCl\rightarrow KCl+H_{2}O}}}
{\displaystyle {\mathsf {K_{2}CO_{3}+2HCl\rightarrow 2KCl+H_{2}O+CO_{2}\uparrow }}}

### Из сильвинита nNaCl + mKCl
Хлорид калия также получают из сильвинита методами галургии и флотации.
Галургический метод основан на различной растворимости KCl и NaCl в воде при повышенных температурах. При нормальной температуре растворимость хлоридов калия и натрия почти одинакова. С повышением температуры растворимость хлорида натрия почти не меняется, а растворимость хлорида калия резко возрастает. На холоде готовится насыщенный раствор обеих солей, затем он нагревается, и сильвинит обрабатывается полученным раствором. В процессе обработки раствор дополнительно насыщается хлоридом калия, а часть хлорида натрия вытесняется из раствора, выпадает в осадок и отделяется фильтрованием. Кристаллы отделятся на центрифугах и сушатся, а маточный раствор идёт на обработку новой порции сильвинита.
Флотационный метод заключается в разделении минералов измельчённой руды на основе различной их способности удерживаться на границе раздела фаз в жидкой среде.

## Физические свойства
При стандартных условиях хлорид калия — это белые или бесцветные гигроскопичные кристаллы без запаха, хорошо растворимое в воде. Относится к структурному типу NaCl. 

## Химические свойства
Вступает в реакции, характерные для хлоридов и ионов калия:
{\displaystyle {\ce {KCl + AgNO3 -> AgCl v + KNO3}}}
{\displaystyle {\ce {KCl + NaClO3 -> KClO3 v + NaCl}}}
При электролизе расплава может быть получен металлический калий и хлор:
{\displaystyle {\ce {2KCl ->[e^-] 2K + Cl2 ^}}}
В водном растворе выделяется хлор (на аноде), водород и гидроксид калия (на катоде):
{\displaystyle {\ce {2KCl + 2H2O ->[e^-] 2KOH + Cl2 ^ + H2 ^}}}
Хлор и гидроксид калия могут реагировать между собой, образуя гипохлорит калия, который может разлагаться до хлората калия:
{\displaystyle {\ce {2KOH + Cl2 -> KCl + KClO + H2O}}}
{\displaystyle {\ce {3KClO -> 2KCl + KClO3}}}
Может быть использован для получения металлического калия из натрия:
{\displaystyle {\ce {KCl + Na ->[t] NaCl + K ^}}}

## Применение

### Для медицинского воздействия на организм человека

#### Действие на организм человека
Калий — основной внутриклеточный ион, играющий важную роль в регулировании функций организма.

#### Показания
Нарушение сердечного ритма, интоксикация после введения сердечных гликозидов и диуретиков, недостаток калия в организме.

#### Фармакологическое действие хлорида калия
Нормализующее кислотно-щелочное состояние, восполняющее дефицит калия. Активирует многие цитоплазматические ферменты, регулирует внутриклеточное осмотическое давление, синтез белка, транспорт аминокислот, проведение нервных импульсов, сокращение скелетных мышц. Ионы калия понижают частоту сердечных сокращений, сократительную активность, проводимость, автоматизм и возбудимость миокарда (в большой дозе хлорид калия вызывает остановку сердца, из-за чего применяется для смертельных инъекций). В средних концентрациях они расширяют коронарные сосуды, в больших — сужают. Калий способствует повышению содержания ацетилхолина и возбуждению симпатического отдела ЦНС. Оказывает умеренное диуретическое действие. Увеличение уровня калия снижает риск развития токсического действия сердечных гликозидов на сердце. Калия хлорид после приёма внутрь легко и практически в любом количестве пассивно абсорбируется. В подвздошной и толстой кишках калий выделяется в просвет кишок по принципу сопряжённого обмена с ионами натрия и выводится с фекалиями (10 %). Распределение калия в организме продолжается около 8 часов с момента приёма: период полувыведения в фазе абсорбции — 1,31 часа; время высвобождения из таблеток (ретард) составляет 6 часов.

### В сельском хозяйстве, технике и др.
Хлорид калия является наиболее распространённым калийным удобрением. Согласно ГОСТ 4568-95 содержание активного вещества в пересчёте на K2O в 1-м сорте — не менее 60 %, во 2-м — не менее 58 %, воды — не более 0,5 %.
Применяется для производства гидроксида калия методом электролиза. Иногда применяется в качестве добавки (E508) к поваренной соли (так называемая «соль с пониженным содержанием натрия»).
При строительстве и ремонте скважин хлорид калия используют в качестве ингибирующего компонента бурового раствора.
На кристаллах хлорида калия возможно формирование голограмм.
В ряде штатов США входит в состав инъекции при смертной казни вместе с тиопенталом натрия и панкуронием.
Будучи наиболее доступной в быту (удобрение) солью калия, чей изотоп 40K (0,0117 %) является бета-активным с периодом полураспада 1,251⋅109 лет, хлорид калия удобен для проверки работы бытовых дозиметров: даже небольшая навеска соли, расположенная непосредственно рядом с окошком счётчика Гейгера, даёт радиоактивный фон на уровне около 30 микрорентген/час, то есть вдвое выше обычного. Удельная активность калия-40 в хлориде калия составляет около 16,3 Бк/г.

## Применение в ветеринарии
Используется как компонент порошковых препаратов для восстановления водно-электролитного баланса у животных, используется в комплексной терапии при заболеваниях, протекающих с диарейным синдромом (диспепсия, абомазоэнтерит, гастроэнтерит, энтероколит и др.). В 1 г препарата содержится: натрия хлорида — 180 мг; натрия цитрата — 150 мг; калия хлорида — 140 мг; вспомогательные вещества: глицин, L-изолейцин, лактулоза и наполнитель лактоза. Порошок растворяется в воде и выпаивается животным.
Препараты данного типа хорошо всасывается, быстро восстанавливает уровень натрия и калия в плазме крови, восполняет дефицит жидкости в организме животных, регулирует кислотно-щелочное равновесие, уменьшает агрегацию форменных элементов и вязкость крови, обладает детоксикационными свойствами. Компоненты препарата являются естественными метаболитами обмена веществ. Ионы натрия и калия восстанавливают функционирование клеточных мембран в кишечнике, миокарде и скелетной мускулатуре. Натрия цитрат препятствует развитию ацидоза. Применяются для восстановления водноэлектролитного баланса при лечении животных с заболеваниями, протекающими с диарейным синдромом, обладает высокой лечебной эффективностью, которая составила при комплексном лечении поросят периода отъёма с желудочно-кишечными болезнями — 91,1 % и при комплексном лечении телят молозивно-молочного периода и периода доращивания с болезнями органов пищеварения — 90 %. Препараты способствуют нормализации показателей крови и повышению сохранности поросят и телят.